# Carnevalsbilder
Carnevalsbilder, op. 357, är en vals av Johann Strauss den yngre. Den spelades första gången den 9 juli 1873 i Wien. 

## Historia
När Johann Strauss började komponera operetter var han angelägen om att inte använda för många dansstilar, särskilt inte valsen. Han ville bevisa att han inte bara var en danskompositör utan också en scenmusiker. Texten till hans andra operett, Der Karneval in Rom, byggde på en pjäs av den franske dramatikern Victorien Sardou. Strauss kallade stolt sin operett för "min polka-opera" och ansåg verket värdigt att sättas upp på Wiener Hofoper. Trots allt kunde en separat vals sammanställas utifrån musiken och Strauss själv dirigerade det första framförandet av Carnevalsbilder vid en musikfest den 9 juli 1873.
1935 skulle kompositören Oscar Straus använda av sig av kvintetten i akt II och inledningen till akt I och arrangera om dem till sin egen operett Tre valser.

## Om valsen
Speltiden är ca 9 minuter och 10 sekunder plus minus några sekunder beroende på dirigentens musikaliska tolkning.
Valsen var ett av fem verk där Strauss återanvände musik från operetten Der Karneval in Rom:
- Vom Donaustrande, Schnell-Polka, Opus 356
- Carnevalsbilder, vals, Opus 357
- Nimm sie hin, Polka-francaise, Opus 358
- Gruss aus Österreich, Polkamazurka, Opus 359
- Rotunde-Quadrille, kadrilj, Opus 360

## Weblänkar
- Carnevals Bilder i Naxos-utgåvan.